# ليلة في العمر (فلم)
ليلة في العمر  فيلم كوميدي مصري من تأليف وإخراج فؤاد الجزايرلي  لعام 1937 ومن بطولة فوزي الجزايرلي، إحسان الجزايرلي، زوزو لبيب، بهيجة المهدي، محمد إدريس، وجميلة الجزايرلي. تدور أحداث الفيلم حول العم الذي يساعد ابن أخيه شيحة بإرسال المال له على اعتبار أنه متزوَّج، إلا أنه عندما يأتي للزيارة، يحضر شيحة زوجة بحبح لتمثيل دور زوجته.
صدر الفيلم إلى دور العرض المصرية في 10 يوليو 1937.
منح موقع قاعدة بيانات الأفلام العربية «السينما.كوم» الفيلم درجة 5.8/ 10.

## ملخص أحداث الفيلم
يعيش بحبح (فوزي الجزايرلي) حياة سعيدة راضية مع زوجته أم أحمد (إحسان الجزايرلي) ويقيم في البيت المجاور له الشاب شيحة (محمد الديب) الأعزب الذي يعتمد على مساعدة عمه وأمواله التي يرسلها له معتقداً أن شيحة متزوج وأنه يعينه على تكاليف الحياة الأسرية. وتسير الحياة على هذا المنوال، ولكن عم شيحة يخطره أنه قادم لزيارته ويفكر شيحة في طريقة للخروج من هذا المأزق. ولا يجد شيحة مخرج من هذه الورطة إلا أن يدعي أمام عمه أن أم أحمد، زوجة بحبح، هي زوجته هو وأن بحبح هو شقيقها ولكنه مصاب في عقله ولابد من مجاراته في كل ما يقول. وعلى الجانب الآخر يوهم بحبح وأم أحمد أن عمه مجنون ويرجوهم مجاراته في كل ما يقول ولمدة 24 ساعة فقط حتى يغادر البيت.

## طاقم التمثيل
- فوزي الجزايرلي: في دور بحبح

- إحسان الجزايرلي: في دور أم أحمد

- محمد الديب: في دور شيحة

بالاشتراك مع: زوزو لبيب - بهيجة المهدي - محمد إدريس - جميلة الجزايرلي 

## خلفية الفيلم
نجح فوزي الجزايرلي وفرقته المسرحية نجاحاً كبيراً ثم لمع في السينما وخاصة في شخصية «بحبح» وقدمها في أفلام: «المندوبان» عام 1934، «المعلم بحبح» عام 1935، «أبو ظريفة» عام 1936، و«مبروك» عام 1937 وكان فيلم «ليلة في العمر» هو مواصلة لهذا النجاح بنفس الأبطال: فوزي الجزايرلي في دور بحبح وابنته إحسان الجزايرلي في دور أم أحمد وخاصة حين ابرزهم المخرج توجو مزراحى على أنهم زوجان مشاكسان وتناول قصة زواجهم في أكثر من عمل فني وبمعالجات فنية مختلفة.
انتهت سلسلة أفلام الثنائي «بحبح وأم أحمد» عام 1941 مع فيلم «الفرسان الثلاثة» عندما توفت البطلة إحسان الجزايرلي عام 1943 عن عمر يناهز 38 سنة.

## روابط خارجية
- مقالات تستعمل روابط فنية بلا صلة مع ويكي بيانات
- ليلة في العمر على موقع الدهليز
- ليلة في العمر على موقع كاروهات

https://www.peliplat.com/es/library/movie/pp12360637 ليلة في العمر (فيلم)